# Dattilo
Dattilo je nenaseljeni otočić u Liparskom otočju. Otočje se nalazi sjeverno od Sicilije, u Tirenskom moru, u Italiji.
Najbliži veći otok je Panarea, oko 1,5 km zapadno. Administrativno, otok pripada općini Lipari.

## Geologija
Datillo, kao i susjedni otočići Bottaro, Lisca Bianca, Lisca Nera i brojne hridi, ostaci su ugaslog vulkanskog grotla nastalog prije 130 000 godina. U prošlosti, ovi su otočići vjerojatno bili povezani u jedno kopno, možda čak i spojeni s Panareom. No, utjecaj atmosferskih prilika i uzdizanje i spuštanje tla (pojava karakteristična za ovo otočje) učinili su da danas postoji niz manjih otoka. Smatra se da je ovaj proces završen prije oko 10 000 godina.:str. 23.
Dattilo je u potpunosti stjenovit i posve je nepristupačan, osim male šljunčane plaže na istočnoj strani.:str 134.:str. 191. Bogat je alumom, sumporom i gipsom.

## Flora i fauna
Glavne biljke prisutne na otoku su rijetki grmovi tršlje (Pistacia lentiscus), divljak (Limbarda crithmoides) i Suaeda vera. Najčešće životinje uključuju kunića (Oryctolagus cuniculus), poljskog guštera (Podarcis sicula), zidnog macaklina (Tarentola mauritanica) i bradavog gekona (Hemidactylus turcicus). Na otoku se gnijezdi i galeb klaukavac (Larus michahellis).:str. 116.-134.
Godine 1991. Dattilo je zajedno s ostalim manjim otočićima oko Panaree proglašen integralnim prirodnim rezervatom, te je na njega zabranjeno iskrcavanje, osim u znanstvene svrhe.
:str. 208.

## Etimologija
U nedostatku povijesnih izvora, vjeruje se da ime otoka potječe od starogrčkog dáctylos (δάκτυλος), što znači "prst", zbog kamena uperenog prema nebu koja poprima oblik prsta.